# Serieåret 1942

## Händelser

### Okänt datum
- Serietidningen Veckans Serier utges för första gången av AB Alga.[1]

## Utgivning

### Album
- Den mystiska stjärnan (Tintins äventyr)[2]

## Födda
- 18 september - Marco Rota, italiensk serieskapare.
- 26 oktober - Cecilia Torudd, svensk serietecknare.
- 11 december - Didier Comès (död 2013), belgisk serietecknare.

### Fotnoter
1. ↑  Swecomics
2. ↑  ”Tintin”. http://en.tintin.com/albums/show/id/34/page/0/0/the-shooting-star. Läst 12 mars 2011.